# رالف شكمان
رالف شكمان  (بالإنجليزية: Ralph Shackman)‏ (29 مارس 1910 - يونيو 1981)، أول أستاذ للمسالك البولية في مستشفى هامرسميث. اجرى مجموعه من البحوث الكثيرة في  الفشل الكلوي، وغسيل الكلى وزرع الكلى . في عام 1960 ، قام بأول عملية زرع كلى بشري في بريطانيا. 